# SM UC-10
Le SM UC-10 (ou Unterseeboot UC-10) est un sous-marin allemand (U-Boot) de type UC I mouilleur de mines utilisé par la Kaiserliche Marine pendant la Première Guerre mondiale.

## Conception
Sous-marin allemand de type UC I, le SM UC-10 a un déplacement de 168 tonnes en surface et de 183 tonnes en immersion. Il avait une longueur totale de 33,99 m, une largeur de 3,15 m, et un tirant d'eau de 3,04 m. Le sous-marin était propulsé par un moteur Diesel Daimler-Motoren-Gesellschaft à six cylindres et quatre temps, produisant 90 chevaux-vapeur (66 kW), un moteur électrique produisant 175 chevaux-vapeur (129 kW) et un arbre d'hélice. Il était capable de plonger à une profondeur de 50 mètres.
Le sous-marin avait une vitesse maximale en surface de 6,20 nœuds (11,48 km/h) et une vitesse maximale en immersion de 5,22 nœuds (9,67 km/h). Lorsqu'il est immergé, il peut parcourir 50 milles marins (93 km) à 4 nœuds (7,4 km/h) ; lorsqu'il fait surface, il peut parcourir 780 milles marins (1 440 km) à 5 nœuds (9,3 km/h). Le SM UC-10 était équipé de six tubes de mines de 100 centimètres, douze mines UC 120 et une mitrailleuse de 8 millimètres. Son équipage était composé de quatorze à dix-neuf membres.
Le SM UC-10 a été commandé le 23 novembre 1914 comme le dixième d'une série de 15 navires de type UC I (numéro de projet 35a, attribué par l'Inspection des navires sous-marins), dans le cadre du programme de guerre d'expansion de la flotte. Les dix premiers navires de ce type, dont l'UC-10, ont été construits dans le chantier naval Vulcan à Hambourg. Le chantier naval, qui n'avait aucune expérience préalable dans la construction de sous-marins, a estimé la durée de construction du navire à 5-6 mois, et pour respecter ce délai, il a dû arrêter la construction de torpilleurs.

## Affectations
Comme la plupart des sous-marins de sa classe, le SM UC-10 est sous le commandement de la U-Flotille Flanders, qui faisait partie du Marinekorps Flandern (Corps des Marines flamands), et était déployé depuis Zeebruges.
- U-Flottille Flandern du 19 décembre 1915 au 21 août 1916

## Commandement
- Oberleutnant zur See (Oblt.) Ernst Rosenow du 17 juillet 1915 au 3 novembre 1915
- Oberleutnant zur See (Oblt.) Max Viebeg du 4 novembre 1915 au 8 décembre 1915
- Oberleutnant zur See (Oblt.) Alfred Nitzsche du 9 décembre 1915 au 13 juin 1916
- Oberleutnant zur See (Oblt.) Reinhold Saltzwedel du 14 juin 1916 au 26 juin 1916
- Oberleutnant zur See (Oblt.) Werner Albrecht du 27 juin 1916 au 21 août 1916

## Patrouilles
Le SM UC-10 a réalisé 30 patrouilles pendant son service actif.

## Navires coulés
Les mines posées par le SM UC-10 ont coulé 16 navires marchands pour un total de 30 406 tonneaux, 2 navires de guerre pour un total de 596 tonnes et ont endommagé 5 navires marchands pour un total de 16 627 tonneaux au cours des 30 patrouilles qu'il effectua.
| Date             | Nom             | Nationalité | Tonnage | Destin    |
| ---------------- | --------------- | ----------- | ------- | --------- |
| 30 décembre 1915 | Ellewoutsdijk   | Pays-Bas    | 2 229   | Coulé     |
| 4 janvier 1916   | Leto            | Pays-Bas    | 3 225   | Coulé     |
| 5 janvier 1916   | Fridtjof Nansen | Norvège     | 3 275   | Coulé     |
| 21 janvier 1916  | Apollo          | Pays-Bas    | 799     | Coulé     |
| 22 janvier 1916  | Falls City      | Royaume-Uni | 4 729   | Endommagé |
| 25 février 1916  | Southford       | Royaume-Uni | 963     | Coulé     |
| 26 février 1916  | Birgit          | Suède       | 1 117   | Coulé     |
| 29 février 1916  | Malvina         | Royaume-Uni | 1 244   | Endommagé |
| 7 mars 1916      | HMS Coquette    | Royal Navy  | 335     | Coulé     |
| 7 mars 1916      | TB. 11          | Royaume-Uni | 263     | Coulé     |
| 11 mars 1916     | Zaandijk        | Pays-Bas    | 4 189   | Endommagé |
| 18 mars 1916     | Palembang       | Pays-Bas    | 6 674   | Coulé     |
| 3 avril 1916     | Ino             | Norvège     | 702     | Coulé     |
| 26 avril 1916    | Dubhe           | Pays-Bas    | 3 233   | Endommagé |
| 26 avril 1916    | Noordzee        | Pays-Bas    | 298     | Coulé     |
| 1er mai 1916     | Hendon Hall     | Royaume-Uni | 3 994   | Coulé     |
| 2 mai 1916       | Rochester City  | Royaume-Uni | 1 239   | Coulé     |
| 22 mai 1916      | Rhenass         | Royaume-Uni | 285     | Coulé     |
| 27 May 1916      | Lincairn        | Royaume-Uni | 3 638   | Coulé     |
| 1er juin 1916    | Parkgate        | Royaume-Uni | 3 232   | Endommagé |
| 20 août 1916     | Dragoon         | Royaume-Uni | 30      | Coulé     |
| 3 septembre 1916 | Rievaulx Abbey  | Royaume-Uni | 1 166   | Coulé     |
| 11 décembre 1916 | Nora            | Danemark    | 772     | Coulé     |

## Destin
Le 21 août 1916, le SM UC-10 est torpillé par le sous-marin britannique HMS E54 près du banc de Schouwen, au large des côtes néerlandaises, à la position géographique de 52° 02′ N, 3° 54′ E. Tout l'équipage du UC-10 périt dans cette attaque.